# Rasdorf
Rasdorf ist eine Gemeinde im osthessischen Landkreis Fulda. Sie trägt seit dem 24. Juli 2015 die amtliche Zusatzbezeichnung Point-Alpha-Gemeinde, in Bezug auf die Gedenkstätte und den ehemaligen US-Beobachtungspunkt an der innerdeutschen Grenze.

## Geografische Lage
Rasdorf liegt in einem weiten, offenen Gelände inmitten der „Kuppenrhön“ (in der Region Hessisches Kegelspiel genannt), unmittelbar an der hessisch-thüringischen Landesgrenze im Biosphärenreservat Rhön.

### Nachbargemeinden
Rasdorf grenzt im Norden an die Gemeinde Eiterfeld (Landkreis Fulda), im Osten an die Gemeinde Buttlar und die Stadt Geisa (beide im thüringischen Wartburgkreis), im Süden an die Gemeinde Nüsttal, sowie im Westen an die Stadt Hünfeld (beide im Landkreis Fulda).

### Gliederung
Zur Gemeinde gehören die Ortsteile Rasdorf, Setzelbach und Grüsselbach.

## Geschichte
Der Sachsenmissionierung zur Zeit der Karolinger verdanken das Kloster Fulda und das Nebenkloster Rasdorf seine Existenz. Abt des Baugulf (779–802) erhielt als Gegenleistung 781 „Haunfeld“ (Hünfeld) sowie die Ortschaft Rasdorf mit all ihren Fluren.
Der Ort Rasdorf muss bereits vor 781 bestanden haben. Ein Nebenkloster Rasdorf wird 815 erwähnt. 32 bis 34 Mönche und etwa 20 Klosterschüler sind im 9. Jahrhundert im Nebenkloster Rasdorf nachgewiesen. Im Jahre 845 trafen sich der Fuldaer Abt Rabanus und König Ludwig der Deutsche zur Aussöhnung in Rasdorf. Rabanus hatte im Streit zwischen König Lothar und dessen Brüdern Ludwig und Karl auf der „falschen“ Seite, nämlich auf der Lothars gestanden. Als Ludwig Herr über das Ostfrankenreich wurde, zog sich Rabanus zurück und legte die Abtswürde nieder. Dank der Rasdorfer Aussöhnung, die auf Initiative des Königs erfolgte, wurde Rabanus 847 als Erzbischof von Mainz berufen. Rabanus legte fest, dass in deutscher Sprache zu predigen sei, nach einer Bestimmung von Karl dem Großen, „dass dem Volke in seiner Muttersprache das Gotteswort zu verkünden ist“.
Das Nebenkloster Rasdorf wurde um 877 in ein Kollegiatstift umgewandelt.
Am 21. Mai 977 besuchte Otto II. das Kloster Fulda und empfing eine Abordnung aus dem Kollegiatstift Rasdorf unter der Führung seines Kanzlers Egbert.
Die Stiftskirche in Rasdorf gilt als eine der architektonisch bedeutsamsten Dorfkirchen in Hessen.
Rasdorf erlangte Bedeutung durch seine Lage an der historischen Handelsroute Via Regia (Frankfurt am Main – Eisenach – Leipzig).
Die heutige Gemeinde Rasdorf entstand im Zuge der Gebietsreform in Hessen am 1. April 1972 durch den Zusammenschluss der bis dahin selbständigen Gemeinden Grüsselbach, Rasdorf und Setzelbach.

## Politik

### Gemeindevertretung
Die Kommunalwahl am 14. März 2021 lieferte folgendes Ergebnis, in Vergleich gesetzt zu früheren Kommunalwahlen:
| Sitzverteilung in der Gemeindevertretung 2021Insgesamt 15 Sitze - SPD: 4 - CDU: 11 | Parteien und Wählergemeinschaften | Parteien und Wählergemeinschaften                   | % 2021 | Sitze 2021 | % 2016 | Sitze 2016 | % 2011 | Sitze 2011 | % 2006 | Sitze 2006 | % 2001 | Sitze 2001 |
| Sitzverteilung in der Gemeindevertretung 2021Insgesamt 15 Sitze - SPD: 4 - CDU: 11 | CDU                               | Christlich Demokratische Union Deutschlands         | 72,4   | 11         | 100,0  | 15         | 65,3   | 10         | 68,8   | 10         | 69,8   | 11         |
| Sitzverteilung in der Gemeindevertretung 2021Insgesamt 15 Sitze - SPD: 4 - CDU: 11 | SPD                               | Sozialdemokratische Partei Deutschlands             | 27,6   | 4          | —      | —          | 34,7   | 5          | 11,5   | 2          | 16,2   | 2          |
| Sitzverteilung in der Gemeindevertretung 2021Insgesamt 15 Sitze - SPD: 4 - CDU: 11 | CWE/FWG                           | Christliche Wähler-Einheit/Freie Wählergemeinschaft | —      | —          | —      | —          | —      | —          | 19,7   | 3          | 14,0   | 2          |
| Sitzverteilung in der Gemeindevertretung 2021Insgesamt 15 Sitze - SPD: 4 - CDU: 11 | gesamt                            | gesamt                                              | 100,0  | 15         | 100,0  | 15         | 100,0  | 15         | 100,0  | 15         | 100,0  | 15         |
| Sitzverteilung in der Gemeindevertretung 2021Insgesamt 15 Sitze - SPD: 4 - CDU: 11 | Wahlbeteiligung in %              | Wahlbeteiligung in %                                | 68,8   | 68,8       | 60,8   | 60,8       | 65,8   | 65,8       | 72,3   | 72,3       | 73,7   | 73,7       |

Die Wahl 2016 fand entsprechend den Bestimmungen des Hessischen Kommunalwahlgesetzes nach den Grundsätzen der Mehrheitswahl statt, da nur ein Wahlvorschlag vorlag. Dabei stehen dem Wähler so viele Stimmen zu, wie insgesamt Mandate zu vergeben sind. Auf dem Stimmzettel sind sämtliche Bewerber aufgeführt, unter denen der Wähler dann seine Stimmen verteilt.

### Bürgermeister
Nach der hessischen Kommunalverfassung wird der Bürgermeister für eine sechsjährige Amtszeit gewählt, seit dem Jahr 1993 in einer Direktwahl, und ist Vorsitzender des Gemeindevorstands, dem in der Gemeinde Rasdorf neben dem Bürgermeister ehrenamtlich ein Erster Beigeordneter und drei weitere Beigeordnete angehören. Bürgermeister ist seit dem 1. Dezember 2012 Jürgen Hahn (CDU). Er wurde als Nachfolger von Berthold Körbel (CDU), der nach drei Amtszeiten nicht wieder kandidiert hatte, am 3. Juni 2012 ohne Gegenkandidaten im ersten Wahlgang bei 67,8 Prozent Wahlbeteiligung mit 89,1 Prozent der Stimmen gewählt. Es folgten zwei Wiederwahlen, jeweils ohne Gegenkandidaten, zuletzt im Juni 2024.
Amtszeiten der Bürgermeister
- 1994–2012: Berthold Körbel (CDU)[12]
- seit 2012: Jürgen Hahn (CDU)[9]

### Wappen
Die Gemeinde Rasdorf im damaligen Landkreis Hünfeld ist am 25. Mai 1971 vom Hessischen Minister des Innern ein Wappen mit folgender Blasonierung genehmigt worden:
„Über einer roten, rechts mit einem Wehrturm abgeschlossenen Mauer in Silber das schwarze fuldische Kreuz.“
Auf Vorschlag der Gemeinde wurde die damals wiederhergestellte Mauer ihres Wehrfriedhofes, die die bedeutendste erhaltene Anlage dieser Art in Hessen darstellt, in das neu zu schaffende Wappen aufgenommen. Da dieser Vorschlag sich heraldisch vortrefflich verwirklichen ließ und diese Mauer ein so ausgeprägtes und wertvolles örtliches, geschichtliches Monument verkörpert, war das Staatsarchiv gern bereit, diesem Wunsch der Gemeinde zu entsprechen und dieses örtliche Symbol mit dem Kreuz des Stiftes Fulda zu verbinden, zu dem gerade Rasdorf seit seiner Gründung in engster geistlicher und politischer Beziehung gestanden hat. Auf diese Weise wurde ein Wappen geschaffen, das sowohl einer ganz speziellen örtlichen Gegebenheit als auch den politischen und territorialgeschichtlichen Verhältnissen entspricht, die jahrhundertelang das Schicksal der Gemeinde bestimmt haben.
Die Gestaltung des Wappens lag in den Händen des Bad Nauheimer Heraldikers Heinz Ritt.

## Wirtschaft und Infrastruktur
In Rasdorf sind zahlreiche mittelständische Unternehmen vertreten. Größere und über die Region hinaus bekannte Unternehmen sind z. B. die Josef Wiegand GmbH & Co. KG (Weltmarktführer im Rutschenbau) oder die Rhöni GmbH & Co. KG (einer der führenden Unternehmen im deutschen Wurstversand).

### Verkehr
Rasdorf ist an das überregionale Verkehrsnetz über verschiedene Landstraßen angeschlossen. Durch Rasdorf verläuft die viel befahrende Bundesstraße 84.
Der öffentliche Nahverkehr wird durch den Rhein-Main-Verkehrsverbund (RMV) gewährleistet. Die Buslinien werden von einer Tochtergesellschaft der RhönEnergie Fulda betrieben.

### Bildung
- Hrabanus-Schule (Grundschule)
- Kindertagesstätte Rasdorf (Katholischer Kindergarten)

### Nahversorgung
In Rasdorf ist die Nahversorgung durch den Marktplatz VIA REGIA gewährleistet. Hier gibt es einen kleinen Supermarkt von der Lebensmittelkette tegut… teo, der 24 Stunden geöffnet hat. Zudem gibt es eine Bäckerei und eine Metzgerei. Im Dorf gibt es Übernachtungsmöglichkeiten und mehrere Restaurants.

## Sehenswürdigkeiten

### Bauwerke

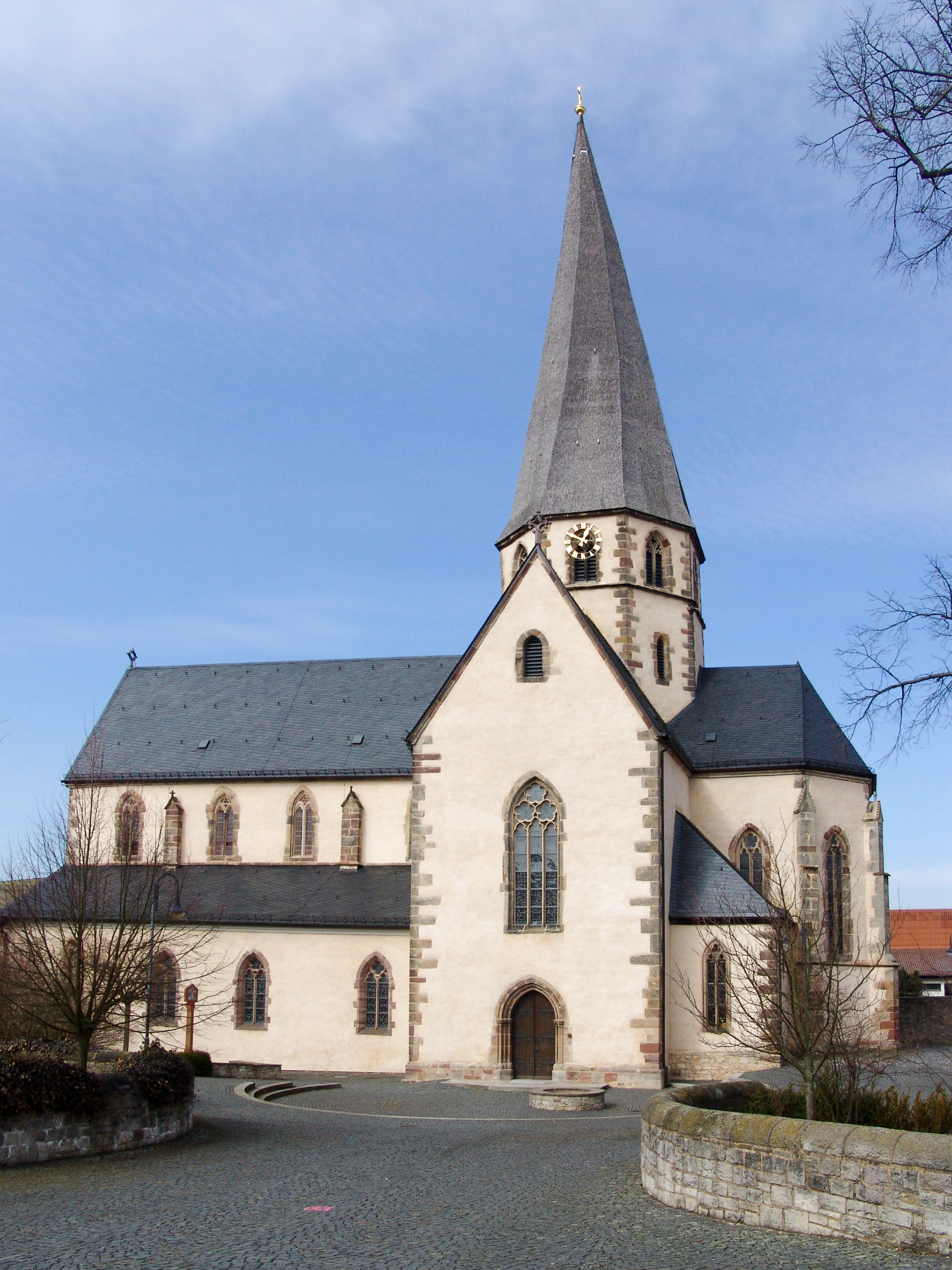
Katholische Stiftskirche

- Die Rasdorfer Stiftskirche wurde 831 vom Abt des Klosters Fulda, Rabanus Maurus, errichtet. 1274 wurde die Kirche umgebaut. Dabei entstand unter Beibehaltung des Grundrisses und unter Verwendung alter romanischer Bauteile eine neue, im äußeren Erscheinungsbild gotische Kirche. Kunstgeschichtlich wertvoll sind die gotischen Säulen. Die acht Säulen mit ihren Kapitellen sind die Hauptsehenswürdigkeiten in der Stiftskirche. Kunsthistoriker vermuten, dass diese kunstgeschichtlich hochbedeutsamen Säulen und Kapitelle auf  byzantinischen Einfluss zurückgehen.  Sechs Säulen im griechischen Stil teilen die Basilika (Langhaus und zwei Seitenschiffe). Zwei gedrungene Säulen (romanisch) mit seltenen Tierkapitellen im Westteil der Basilika gehören zu den ältesten Teilen der Kirche. Der romanische Taufstein (12. Jahrhundert) erinnert in seiner Form an eine Darstellung des heiligen Bonifatius bei einer Heidentaufe.[14]
- Eine bis heute erhaltene Anlage eines Wehrfriedhofes (um 1200) ist mit einer hohen Mauer in unregelmäßigem Viereck umgeben, die Seitenlängen zwischen 55 und 67 m und eine Höhe zwischen 4 und 6 m hat bei einer Dicke von etwa 0,80 m. Zudem verfügt sie über vier Ecktürme mit Spitzhauben und Schießscharten, die in unsicheren Zeiten Schutz für die Rasdorfer Bevölkerung boten. Zudem gibt es ein Torhaus und einen überdachten Wehrgang. Bis 1827 stand in der Mitte die Kreuzförmige romanische Pfarrkirche St. Michael. Sie wurde nach einem Verkauf abgerissen. Das Friedhofskreuz ist aus dem Jahre 1751.
- Nordwestlich von Rasdorf liegt auf dem Gehilfersberg die Wallfahrtskapelle „St. Maria und Vierzehn Nothelfer“. Sie wurde an Stelle einer Vorgängerkapelle, die schon 1586 erwähnt wurde, um 1625 errichtet, zunächst zur Verehrung eines wundertätigen Kultbildes (St. Gehülf), dann der 14 Nothelfer. Im 17. und 18. Jahrhundert war der Gehilfersberg der bedeutendste Wallfahrtsort des Hochstifts Fulda. Die Kapelle hat eine barocke Innenausstattung. Nach einer Brandstiftung im Jahre 1996 war die Kapelle völlig zerstört, wurde jedoch originalgetreu wiederaufgebaut und im Mai 1997 eingeweiht. Bis zur Kapelle führen sieben Bildstöcke von um 1750, in denen je zwei Nothelfer dargestellt werden.
- Der zentrale Dorfplatz ist mit Ausmaßen von 170 × 75 m der größte Anger Hessens. Hier befindet sich auch die Gemeindeverwaltung. Er war im Mittelalter auch Gerichtsplatz und bot einen Pferdeumspannplatz für Kaufleute an der damaligen Frankfurt-Leipziger Straße. Auf dem Anger steht auch der Josefsbrunnen, der 1956 in Tonplastik, seit 1995 als Bronzefigur gestaltet ist.
- Im Rasdorfer Ortsteil Grüsselbach erinnert seit 1980 ein 2,20 Meter hohes Denkmal aus Muschelkalk am Lindeneck an die Bewohner des Amtes Geisa (Thüringen), die nach 1945 zwangsumgesiedelt wurden oder nach Westen flohen. Das Denkmal fertigte der Bildhauer Johannes Kirsch im Auftrag des „Heimatkreises des ehemaligen Geisaer Amtes“ an.[15]
- Auf dem zur Rasdorfer Gemarkung gehörenden Kleinberg, einem der Vulkankegel-Berge des Hessischen Kegelspiels, etwa zwei Kilometer nordwestlich des Ortes und nur etwa einen Kilometer südöstlich von Großentaft befinden sich die Reste der vermutlich keltischen kleinen einteiligen eisenzeitliche Ringwallanlage Kleinberg
- Das älteste Fachwerkhaus Rasdorfs ist das Stiftsherrenhaus von 1594, ehedem ein Wohnhaus von Stiftsherren. Es wurde 1996 restauriert. Heute beherbergt es das Landschafts-Informationszentrum. Auf dem Grundstück befindet sich auch ein Lapidarium.

### Gedenkstätte Point Alpha

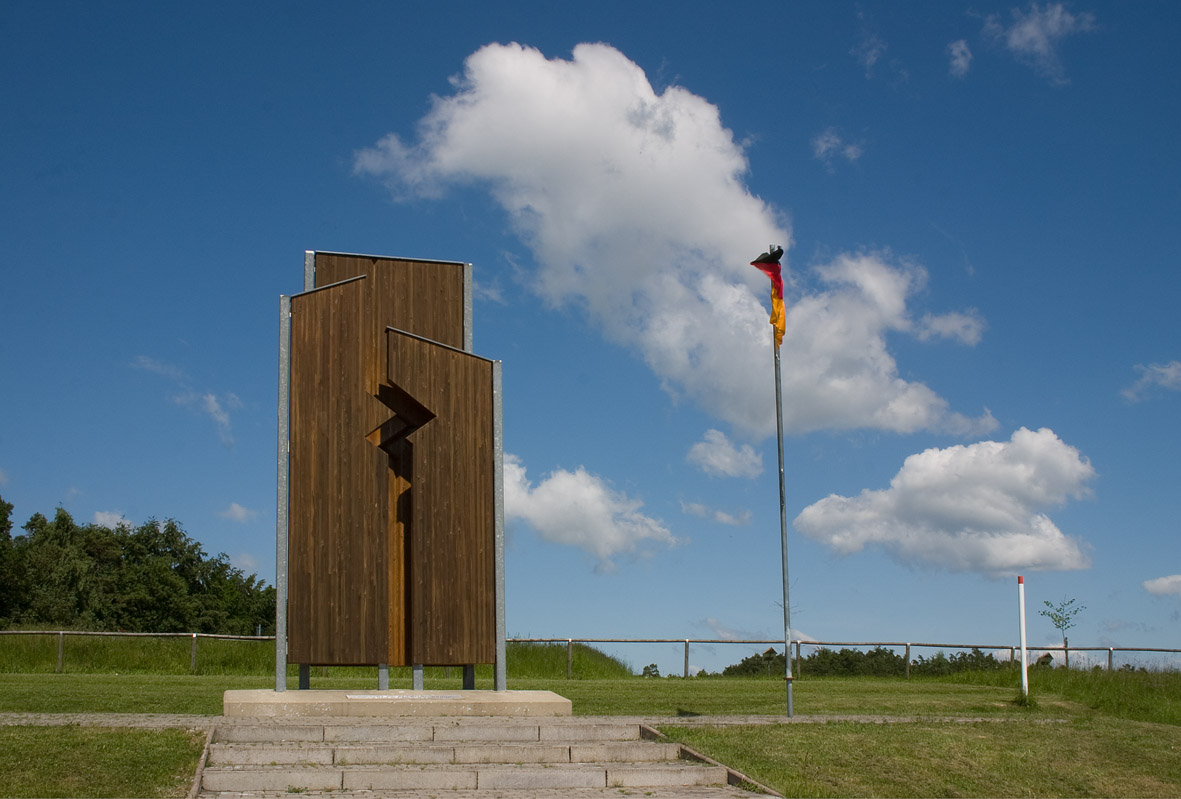
Mahnmal an der ehemaligen innerdeutschen Grenze bei Point Alpha: „Den Opfern der deutschen Teilung. Den Mutigen der friedlichen Revolution von 1989. Den Erbauern der Wiedervereinigung.“

Die Gedenkstätte Point Alpha befindet sich an der hessisch-thüringischen Grenze zwischen Rasdorf und Geisa in der Rhön. Hier befand sich über vier Jahrzehnte ein Beobachtungsposten der US-Armee. Zwei Vereine möchten hier auf hessischer Seite den Beobachtungsposten und auf thüringischer Seite ein Stück der DDR-Grenzsicherungsanlagen erhalten, um so die Erinnerung an die Teilung Deutschlands und die Konfrontation von NATO und Warschauer Pakt wachzuhalten. Der amerikanische Beobachtungsturm bietet einen Blick über die Kuppenrhön und das Ulstertal.
Das Baumdenkmal für die Deutsche Einheit unterhalb des Aussichtsturms, westsüdwestlich der Gedenkstätte wurde am 22. Dezember 2022, dem 33. Jahrestag der Grenzöffnung zu Geisa, gepflanzt.

### Bahnstrecke
Die Bahnstrecke Hünfeld–Wenigentaft-Mansbach verlief vom 1. Dezember 1906 bis 28. Mai 1972 in der Nähe von Rasdorf. Auf der Strecke verläuft seit 2007 der 27 km lange, nach Rasdorf führende Kegelspiel-Radweg.

## Söhne und Töchter der Gemeinde
- Michael Landgraf (1498–1571), Abt der Reichsabtei Hersfeld
- Joachim Roell (um 1550 – 1606), letzter Abt von Hersfeld
- Adalbert Weber (1817–1864), Bürgermeister und Mitglied der kurhessischen Ständeversammlung
- Josef Budenz (1836–1892), Sprachwissenschaftler, Mitglied der ungarischen Akademie der Wissenschaften
- Adalbert Endert (1850–1906), geboren im Ortsteil Setzelbach, Theologe, römisch-katholischer Bischof von Fulda
- Georg Stieler (1886–1955), Politiker
- Johann Adam Förster (1795–1890), geboren im Ortsteil Grüsselbach, Vorkämpfer der Demokratie
- Gregor Richter (Domkapitular) (1874–1945), geboren im Ortsteil Grüsselbach, Professor[18]
- Eduard Hartmann (1874–1952), Priester, Professor[19]